# 쿨리코로주

쿨리코로주의 위치

쿨리코로주(프랑스어: Région de Koulikoro)는 말리에 있는 주로, 주도는 쿨리코로이며 인구는 1,516,486명(2001년 기준), 면적은 90,120km2다. 모리타니와 국경을 접한다.

## 같이 보기
- 말리의 행정 구역